# Tibarenos

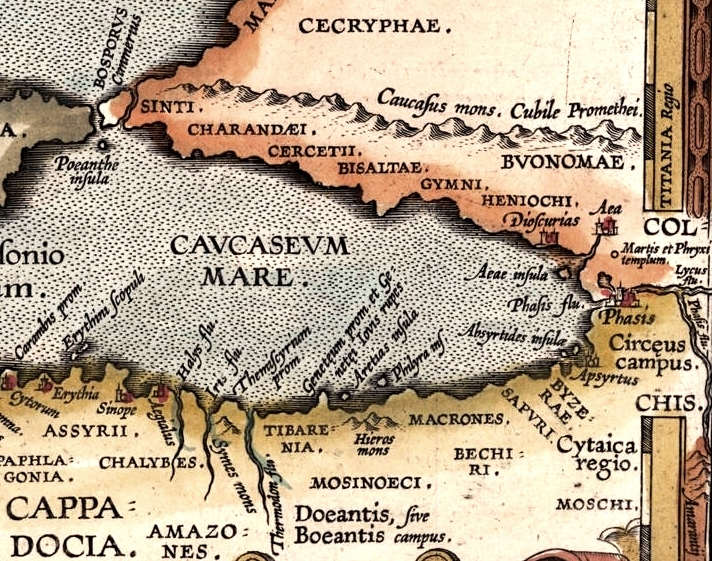
Mapa de Abraham Ortelius de 1624 donde aparece la posible ubicación de los tibarenos.

Los tibarenos eran los miembros de un pueblo de la Antigüedad que vivían en una zona del norte de Anatolia, junto al mar. La colonia griega de Cotiora se hallaba dentro de su territorio.

## Historia
Apolonio de Rodas los menciona entre los territorios junto a los que pasaron los Argonautas en su viaje hacia la Cólquide en busca del vellocino de oro. Llegaron a este territorio tras pasar el cabo de Zeus Geneteo (actual cabo Genes). El autor dice que los tibarenos tenían abundantes rebaños.
Heródoto los cita entre los pueblos tributarios de los persas. Pertenecían a una demarcación tributaria que compartían con los moscos, mosinecos, macrones y mares que debía aportar trescientos talentos. Formaron parte de la expedición que Jerjes realizó en el 480 a. C. contra Grecia. Los moscos y los tibarenos estuvieron bajo el mando de Ariomardo en esta expedición. Se contaba que iban armados, al igual que los moscos, con yelmos de madera, escudos y lanzas cortas con puntas de hierro.
En el 401 a. C., los griegos de la Expedición de los Diez Mil llegaron al territorio de los tibarenos, que eran vecinos de los cálibes. En principio no aceptaron los presentes de hospitalidad que les ofrecían los tibarenos, puesto que deseaban trabar combate con ellos y obtener botín, pero los adivinos desaconsejaron la guerra y finalmente aceptaron los presentes.
En tiempos de Estrabón su territorio estaba gobernado por Pitodoris. Plinio dice que marcaban sus cuerpos con tatuajes. Pomponio Mela, por otra parte, destaca de ellos sus juegos y sus risas.
La tribu de los tibarenos suele identificarse con la tribu Túbal, nombrada en la Biblia.